# Brevicornu eximium
Brevicornu eximium är en tvåvingeart som beskrevs av Zaitzev 1988. Brevicornu eximium ingår i släktet Brevicornu och familjen svampmyggor.
Artens utbredningsområde är Northwest Territories, Kanada. Inga underarter finns listade i Catalogue of Life.